# Holland (Iowa)
Holland – miasto w stanie Iowa w hrabstwie Grundy w Stanach Zjednoczonych.
- Powierzchnia: 0,6 km²
- Ludność: 250 (2000)